# Лазикін Микита Євгенович
Мики́та Євге́нович Лазикін (нар. 11 квітня 1993, Рубіжне, Луганська область) — український футзаліст, нападник клубу «Щит».

## Біографія
У 2007 році у складі ДЮСШ «Рубіна» (Рубіжне) став віце-чемпіоном Луганської області серед юнаків 1993-1994 р.н., а також завоював звання найкращого бомбардира з 4-ма голами.
У грудні 2017 року виграв відкритий кубок Кремінського району з футзалу пам’яті В.Є. Єрмакова у складі команди навчально-наукового інституту фізичного виховання і спорту .
Сезон 2017/18 провів у складі «Щита» (Сєвєродонецьк), з яким дійшов до 1/4 фіналу другої ліги України.